# Kapliczka na Pańskiej Górze
Kapliczka Matki Bożej Nieustającej Pomocy na Pańskiej Górze – rzymskokatolicka kapliczka parafii Wszystkich Świętych w Miszkowicach, znajdująca się w Opawie w diecezji legnickiej. Poddana renowacji w ramach projektu grantowego – miejsca odtworzenia rewitalizacji krajobrazu kulturowego wsi, współfinansowanego przez Lokalną Grupę Działania Kwiat Lnu.

## Położenie
Położona jest w środkowej części Lasockiego Grzbietu na południowo-zachodnim zboczu Pańskiej Góry oraz na południowy zachód od Jarkowic i na północny zachód od Opawy.

## Historia

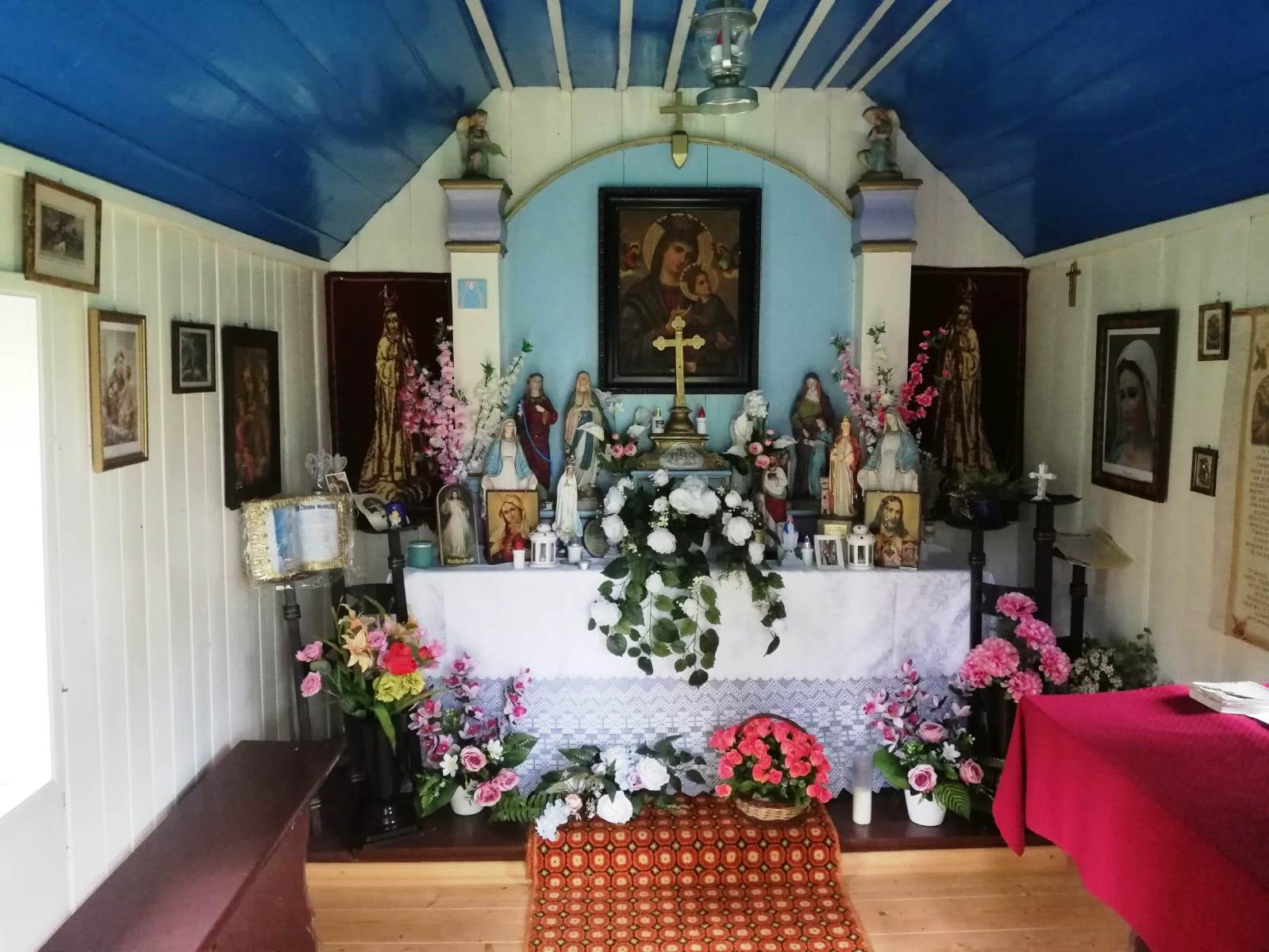
wnętrze kapliczki

Pierwotna kapliczka nie przetrwała do naszych czasów. Na zrujnowanej kapliczce z XIX w. została wybudowana nowa - drewniana. Dzięki wsparciu "Europejskiego Funduszu Rolnego na rzecz rozwoju obszarów wiejskich „Europa inwestująca w obszary wiejskie” i zrealizowaniu projektu przez Stowarzyszenie "Brama opawska" współfinansowanego ze środków Unii Europejskiej w ramach: „Wsparcie na wdrażanie operacji w ramach strategii rozwoju kierowanego przez społeczność” objętego Programem Rozwoju Obszarów Wiejskich na lata 2014 – 2020 dla operacji realizowanych w ramach projektu grantowego oraz dzięki zaangażowaniu mieszkańców Opawy, kapliczka została odremontowana i poświęcona 26 września 2020 r. przez ks. proboszcza Wiesława Florczuka z Miszkowic.  